# Віїшоара (комуна, Васлуй)
Віїшоара (рум. Viișoara) — комуна у повіті Васлуй в Румунії. До складу комуни входять такі села (дані про населення за 2002 рік):
- Велень (194 особи)
- Вілтотешть (278 осіб)
- Віїшоара (1324 особи) — адміністративний центр комуни
- Халта-Додешть (265 осіб)

Комуна розташована на відстані 257 км на північний схід від Бухареста, 31 км на південний схід від Васлуя, 89 км на південь від Ясс, 106 км на північ від Галаца.

## Населення
За даними перепису населення 2002 року у комуні проживали 3923 особи.
Національний склад населення комуни:
| Національність | Кількість осіб | Відсоток |
| -------------- | -------------- | -------- |
| румуни         | 3922           | > 99,9%  |
| греки          | 1              | < 0,1%   |

Рідною мовою назвали:
| Мова      | Кількість осіб | Відсоток |
| --------- | -------------- | -------- |
| румунська | 3922           | > 99,9%  |
| грецька   | 1              | < 0,1%   |

Склад населення комуни за віросповіданням:
| Релігія       | Кількість осіб | Відсоток |
| ------------- | -------------- | -------- |
| православні   | 3902           | 99,5%    |
| бретрени      | 15             | 0,4%     |
| п'ятдесятники | 6              | 0,2%     |

## Зовнішні посилання
- Дані про комуну Віїшоара на сайті Ghidul Primăriilor